# Kirill Jur'evič Lavrov
Kirill Jur'evič Lavrov (in russo Кири́лл Ю́рьевич Лавро́в?; Leningrado, 15 settembre 1925 – San Pietroburgo, 27 aprile 2007) è stato un attore e regista russo, fino al 1991 sovietico.

## Filmografia parziale

### Cinema
- Lunga felice vita (Dolgaya šastlivaya žizn), regia di Gennadij Špalikov (1966)
- I fratelli Karamazov (Brat'ja Karamazovy), regia di Kirill Lavrov, Ivan Pyr'ev e Michail Ul'janov (1969)
- Una pioggia di stelle (Čajkovskij), regia di Igor Talankin (1969)
- Ljubov' Jarovaja, regia di Vladimir Fetin (1970)
- Domare il fuoco (Ukroščenie ognja), regia di Daniel Chrabrovizki (1972) (Premio Nacional de Rusia, 1973)
- Doverie, regia di Viktor Ivanovič Tregubovič e Edvin Laine (1975)
- Attacco a Leningrado (Leningrad), regia di Aleksandr Buravskij (2009)